# Луки (загальнозоологічний заказник)
Луки — загальнозоологічний заказник місцевого значення. Об'єкт розташований на території Звенигородського району Черкаської області, хутір Луки, село Вільхівець.
Площа — 9 га, статус отриманий у 2000 році.
Охороняється місце відтворення корисної фауни, водоплавних птахів, поселення кротів.